# Team Fortress 2
Team Fortress 2 este un joc de echipă multiplayer first-person shooter dezvoltat și publicat de Valve Corporation. O franciză a jocului Team Fortress Classic, a fost prima dată publicat ca o alcătuire a mai multor jocuri The Orange Box pe 10 octombrie 2007 pentru Windows și Xbox 360. O versiune a jocului pentru PlayStation 3 a urmat pe 22 noiembrie 2007. Jocul a fost publicat de unul
singur mai târziu pentru Windows, pe data de 9 aprilie 2008. Team Fortress 2 a fost distribuit online, prin sistemul Steam, în 
timp ce Electronic Arts se ocupa de vânzările din magazine. Developarea Team Fortress 2 a fost condusă de John Cook și Robin Walker,
designeri care au modificat Quake, în Quake Team Fortress, în anul 1996.
Jocul a fost anunțat în 1998, pus în funcțiune de motorul de joc al lui Valve, GoldSrc, dar de atunci au fost introduse diferite 
concepții și design-uri. În anul 1999, jocul părea să devieze de la predecesorii lui, prin introducerea a unui gameplay mai realistic
și mai milităresc, dar design-ul s-a schimbat în cei 9 ani de developare. Până la urmă, jocul a ajuns să arate ca și desenele, influențat
de arta lui J. C. Leyendecker, Dean Cornwell și Norman Rockwell și pus în funcțiune de motorul de joc numit Source. Jocul însuși se în
jurul a 2 echipe, fiecare echipă cu acces la 9 caractere distincte, luptându-se o varietate de moduri de joc stabilite în medii de
geniu rău.
Lipsa de informații sau progresul în curs pentru 6 ani în developarea jocului a făcut să pară că era doar vaporware și a fost prezentat
în mod regulat în lista de vaporware pe lângă altele. La lansare, jocul a fost criticat și a primit câteva premii, fiind lăudat pentru
grafica sa, gameplay-ul balansat, valuare comică și pentru folosirea personalităților caracterelor sale într-un joc multi-player 
dedicat.

## Gameplay
Ca și predecesorii săi, Team Fortress 2 este centrat pe două echipe adverse, care concurează pentru un anumit obiectiv. Aceste echipe, Reliable Excavation & Demolition (RED) și Builders League United (BLU), reprezintă două corporații care controlează între ele în secret fiecare guvern de pe planetă. Jucătorii pot opta pentru una din cele nouă clase din cele doua echipe, fiecare clasă având slăbiciuni și puncte forte unice. Deși abilitățile unora dintre clase s-au modificat de la precedente incarnații Team Fortress, elementele de baza a fiecarei clase au fost păstrate. Jocul a fost lansat cu șase hărți oficiale, însă numeroase alte hărți au fost incluse odata cu actualizările jocului. Când un jucător intră pe o anumita hartă pentru prima oara, ii este prezentat un videoclip scurt, care explică, cum se îndeplineste obiectivul hărții respective. Limita de jucători este de 24 pe PC, însă această limită a fost modificată pe unele servere până la numărul de 36 de jucători, și 16 pe Xbox 360 și PlayStation 3. In plus, au fost publicate și o serie de hărți realizate de comunitatea Team Fortress 2.
Team Fortress 2 este primul joc multiplayer de la Valve, care oferă statistici detaliate pentru fiecare jucător. Acestea includ, printre altele, timpul petrecut jucând ca o anumită clasă, cele mai multe puncte obținute și cele mai multe capturi sau obiective îndeplinite într-o singură rundă. Comparația cu statistici precedente îi arată jucatorului evoluția fața de acestea: spre exemplu, dacă un jucător este aproape de a-și atinge recordul său privind damage-ul provocat într-o rundă. Team Fortress 2 include, de asemenea, numeroase "realizări (achievements)", constând în îndeplinirea unor sarcini, precum câștigarea unei runde într-un anumit interval de timp sau eliminarea unui anumit număr de inamici într-o rundă. Seturi noi de realizări specifice fiecarei clase au fost introduse prin actualizări ale jocului. Odată îndeplinite aceste realizări, sunt deblocate arme noi specifice fiecărei clase. Realizările jucătorului și statisticile din rundele jucate anterior sunt afișate pe pagina de profil a communitatii Steam sau Xbox Live.

### Moduri de joc
Obiectivul jocului este determinat de modul de joc. În hărți de genul capturarea steagului (Capture the flag), obiectivul pentru ambele echipe este să recupereze un geamantan cu informații din baza echipei adverse și să îl înapoieze în baza proprie, împiedicând în același timp inamicul să procedeze la fel.
În modulpuncte de control, obiectivul pentru amblele echipe este să captureze toate punctele de control de pe hartă unul câte unul. Întru-n alt mod care include puncte de control Atac/Apărare (Attack/Defense), echipa roșie (RED) deține deja toate punctele și trebuie să le apere de inamici într-un anumit interval de timp. În modul King of the Hill (Regele Dealului), este un singur punct de control în mijlocul hărții și ambele echipe au obiectivul să-l captureze, dacă o echipă reușește să-l captureze atunci începe o numărătoare de 3 minute și în acel timp echipa care a capturat punctul trebuie să apere de echipa inamică, dacă au apărat punctul de control și s-a terminat numărătoare atunci echipa care a capturat câștigă, dacă nu au reușit și echipa inamică a capturat punctul în timpul numărătorii echipei inamice atunci numărătoare se va opri și va începe numărătoare echipei care a capturat, dacă echipa cealaltă a capturat din nou atunci numărătoare lor pornește de unde a rămas și ce-a inamicilor se oprește. O a treia variație, introdusă prin harta "Hydro", este bazată pe controlul teritoriului: fiecare echipă trebuie să captureze unicul punct de control al echipei adverse pentru a asigura secțiunea respectivă a harții. Odată ce toate secțiunile au fost capturate de către o echipă, aceasta poate ataca direct baza echipei adverse.
Un alt mod jucabil, Încărcătură (Payload), a fost introdus în aprilie 2008 odată cu harta "Gold Rush". În hărțile de tip încărcătură, Echipa albastră (BLU) trebuie să împingă un vagon încărcat cu o bombă, de-a lungul unei șine, care cuprinde o serie de puncte cheie, în final bomba ajungând în baza adversă unde se va detona. Echipa adversă trebuie să își apere pozițiile într-un anumit interval de timp, pentru a împiedica vagonul să ajungă la sfârșitul căii ferate în baza lor.
De asemenea mai există și modul Cursă cu încărcături (Payload Race), în acest mod, ambele echipe (RED și BLU) trebuie să împingă vagonul pe două șine paralele și cine ajunge primul la final câștigă. Acest mod a fost lansat în actualizarea Sniper vs. Spy a jocului.
Arena, a fost lansat cu actualizarea la clasa Heavy pe data de 19 august 2008. Arena este un mod de tip meci până la moarte cu hărți mai mici și fără înviere după moartea caracterului unui jucător. Pe aceste hărți, o echipă câștigă prin eliminarea tuturor membrilor echipei adverse sau prin capturarea punctului de control central al hărții respective.

### Clase
Team Fortress 2 cuprinde 9 clase (caractere) jucabile, diferite, grupate pe urmǎtoarele categorii: ofensive, defensive, și ajutătoare. Fiecare clasă are cel puțin 3 arme: o armă primară unică, o armă secundară, ca de exemplu un shotgun sau un pistol, și o armă melee specifică, în conformitate cu personalitatea fiecărei clase, cum ar fi o sticlă de lichior pentru Demoman, un Kukri pentru Sniper, și un topor de incendiu pentru Pyro.
Cele 3 clase ofensive sunt Scout, Soldatul și Pyro.

Scoutul este portretizat drept un fan de baseball care vorbește repede, originar din Boston, Massachusetts,. Este un caracter rapid, agil, înarmat cu un Scattergun și capabil de a efectua salturi duble, însă nu poate suporta prea mult damage.
Soldatul este mai rezistent, dar în consecință și viteza sa de deplasare este redusă. Fiind un soldat american stereotipic al Statelor Unite , soldatul este înarmat cu un aruncător de rachete, ce poate fi folosit pentru a se propulsa spre o poziție pe un teren mai înalt.
Ultima clasă de tip ofensiv este Pyro. Îmbrăcat într-un costum ignifug și purtând o mască de gaze care ii obstrucționeaza vocea, Pyro duce cu el un Flamethrower, cu ajutorul căruia poate să incendieze alți jucători și să producă o rafală de gaze comprimate, care îndepărtează inamicii și proiectilele din apropierea sa.
Demoman, Heavy și Inginerul alcătuiesc grupa defensivă. 

Demoman este un negru Scoțian, cu un singur ochi și alcoolic pe deasupra. Înarmat cu un aruncător de grenade și un aruncător de bombe "lipicioase", Demomanul își poate folosi echipamentul pentru a furniza foc indirect asupra inamicului.Tactica suprema a demomanului a fost inventata de ManiaCX , care este de asemenea unul din jucatorii legenda ,alaturi de ShowTek.
Heavy poate suporta cel mai mult damage dintre toate clasele și are o putere de foc imensă, dar este încetinit substanțial atât de mărimea sa, cât și de cea a minigunului său. Heavy este un caracter rus stereotipic, cu o figură mare și un accent greu, obsedat de armele sale întru atât, încât le dă nume. ShowTek a făcut istorie cu heavy.
Inginerul este ultimul caracter din grupa defensivă, portretizat ca un intelectual relaxat din Texas. Inginerul este capabil să construiască structuri pentru a-și ajuta echipa: un sentry gun pentru a apăra puncte-cheie, un dispenser pentru muniție și viață și un teleporter.
Ultima categorie, grupa ajutătoare, este formată din Medic, Sniper și Spion. 

Medicul este un doctor de origine germană din Stuttgart, cu foarte puțină considerație pentru jurământul Hippocratic, el fiind responsabil să își mențină în viață coechipierii. Medicul este astfel înarmat cu un medigun pentru a-și vindeca coechipierii, cu care poate de asemenea să îi facă temporar invincibili sau să le îmbunătățească puterea de foc, după ce medigunul a fost folosit o anumită perioadă de timp.
Sniperul este un australian vesel, care își raționalizează domeniul de muncă  
. El este echipat cu un sniper rifle cu lunetă cu laser pentru a-și ataca inamicii de departe și o pușcă-mitralieră pentru lupta de aproape, precum și un Kukri ca armă melee.
Ultima clasa ajutătoare este Spionul, un caracter cu un accent francez pregnant și o afinitate pentru țigări. În plus față de revolverul său, Spionul este echipat și cu unelte de camuflaj, precum un dispozitiv de invizibilitate temporară, un sapper electronic pentru a sabota structurile Inginerului, și deține abilitatea de a se deghiza drept alți jucători. Spionul poate, de asemenea, să își folosească cuțitul pentru a injunghia inamicii în spate și a-i omorâ astfel instantaneu.
Valve se concentrează în special asupra echilibrării jocului, atunci când vine vorba de îmbunătățiri aduse claselor. Fiecare clasă are puncte forte și slăbiciuni, așa că pentru a fi eficient, jucătorul trebuie să se bazeze și pe celelalte clase. Astfel, jocul implica o gândire strategică și folosirea teamwork-ului, ceea ce nu ar fi posibil dacă o clasă ar fi avantajată în detrimentul celorlalte. Fiecare clasă din cele trei grupe are slăbiciuni și puncte forte comune, în timp ce fiecare caracter are, de asemenea, avantaje proprii.

## Dezvoltare

### Origini
Team Fortress a luat naștere inițial ca un mod jucabil pentru Quake. Dezvoltarea jocului Team Fortress 2 a condus la trecerea pe motorul GoldSrc în 1998, după ce echipa care lucra la joc, Team Fortress Software — formată din Robin Walker și John Cook — a fost contractată și în sfârșit angajată de către Valve Corporation. În momentul achiziției Team Fortress Software, producția a făcut ceva progrese și jocul a fost promovat la rangul de joc de sine stătător, produs retail . Pe langă altele, o mare parte dintre jucătorii de Team Fortress cumpăraseră Half-Life din pură anticipare pentru lansarea gratuită a jocului Team Fortress 2. Munca a început la un port simplu al jocului, lansat în 1999 ca și gratuitul Team Fortress Classic.. De remarcat e faptul că, Team Fortress Classic a fost clădit în întregime în cadrul la Half-Life Software Development Kit, deja disponibil publicului larg, fiind un exemplu de flexibilitate pentru comunitatea și industria sa.
Walker și Cook au fost influentați considerabil de inactivitatea lor de 3 luni de zile la Valve, fapt ce i-a determinat să lucreze full-time la designul jocului lor, acesta suferind metamorfoze rapide. Team Fortress 2 avea să devină un joc de război modern, cu o ierarhie de comandă, un comandant cu o viziune din aer asupra câmpului de luptă, cu parașutări pe teritoriul inamicului, comunicare în rețea prin voce și numeroase alte inovații.

### Dezvoltare incipientă
Noul design al jocului a fost dezvăluit publicului la E3 1999, unde a câștigat numeroase premii, printre care și cel mai bun joc online și cel mai bun joc de acțiune. În acest timp, Team Fortress 2 a primit un nou titlu, Brotherhood of Arms, iar rezultatele muncii lui Walker și Cook la Valve deveniseră clare. Mai multe tehnologii noi și, la acel timp, nemaiîntâlnite, cum ar fi animația parametrică pentru mișcări mai realiste și fluide, și tehnologia multi-resolution mesh de la Intel, reduceau în mod dinamic detaliul elementelor de pe ecran, când acestea deveneau mai îndepărtate, pentru a obține performanțe sporite (o tehnica învechită acum datorită scăderii costurilor la memorii; în ziua de azi, jocurile folosesc o tehnică numită nivelul detaliului, care folosește mai multă memorie, dar mai puțină putere de procesare). La expoziția E3 1999 nu a fost oferită nici o dată de lansare a noului joc.
La mijlocul lui 2000, Valve a anunțat că dezvoltarea la Team Fortress 2 a fost întârziată pentru o a doua oară. Întârzierea a fost atribuită faptului că dezvoltarea a trecut pe un nou motor de joc de la Valve, cunoscut azi sub denumirea de Source engine. În perioada aceasta toate știrile cu privire la dezvoltarea Team Fortress 2 au încetat să apară, jocul intrând într-o fază de dezvoltare silențioasa de-a lungul a șase ani, până in 13 iulie 2006, deși în 2003 s-a sugerat că Team Fortress 2 ar fi plasat undeva în perioada dintre Half-Life și Half-Life 2. În acea perioadă, atât Walker cât și Cook au lucrat la numeroase alte proiecte Valve - Walker a fost lider de proiect la Half-Life 2: Episode One iar Cook a devenit un Steam developer — stârnind dubii că Team Fortress 2 este întradevăr proiectul activ, care va fi descris în mod repetat.

### Design final
Următoarea etapă importantă în dezvoltare făcută publică, a fost dezvăluită odată cu perioada incipientă lansării jocului Half-Life 2 în 2004: directorul diviziei de marketing de la Valve, Doug Lombardi, a afirmat că Team Fortress 2 este încă în etapa de dezvoltare și că informații cu privire la joc vor apărea după lansarea lui Half-Life 2. Acest lucru nu s-a întâmplat; informații noi cu privire la Team Fortress 2 nu au fost publicate nici după o declarație similară a lui Lombardi într-un interviu cu privire la Half-Life 2: Episode One. Înainte de lansarea lui Episode Two', Gabe Newell a făcut din nou o afirmație, că informații noi despre Team Fortress 2 vor urma, iar Team Fortress 2 a fost re-inaugurat o lună mai târziu la evenimentul EA Summer Showcase din iulie 2006.
Walker a dezvăluit în martie 2007 că Valve a realizat în secret "probabil trei până la patru jocuri diferite" până s-au decis asupra designului final. Datorită perioadei de dezvoltare prelungită a jocului, acesta a fost adesea menționat alături de Duke Nukem Forever, un alt joc îndelung anticipat și care a suferit o dezvoltare prelungă și numeroase schimbări de motor. Versiunea beta a jocului conținea șase hărți multiplayer, din care trei includeau comentarii opționale ale dezvoltatorilor asupra designului jocului, nivelului, caracterelor și a istoriei din spatele dezvoltării jocului.
Team Fortress 2 nu încearcă să abordeze o grafică cât mai realistă ca în alte jocuri Valve bazate pe Source engine, cum ar fi Half-Life 2, Day of Defeat: Source și Counter-Strike: Source. În locul la aceasta, jocul are o abordare mai stilizată, similară desenelor animate, "influențată în mod considerabil de ilustrațiile comerciale incipiente de la 20th century." Efectul este obținut cu ajutorul unei tehnici de randare și luminozitate specială, creată de Vlave, aceasta folosindu-se în mod considerabil de Phong shading. Comentariile dezvoltatorilor din joc sugerează că o parte a motivului pentru care s-a folosit un stil similar desenelor animate, s-a datorat dificultăților în a explica hărțile și caracterele în termeni realiști. Renunțarea la o scenă realistă a permis ca aceste explicații să fie mai abstracte. Jocul a fost lansat cu luminozitatea și umbrele dinamice și tehnologia soft particles a Source engineului, precum și cu multe alte trăsături neanunțate, alături de Half-Life 2: Episode Two. Team Fortress 2 a fost, de asemenea, și primul joc care a implementat trăsăturile noi de la Facial animation 3 a Source engineului.
Stilul jocului a fost inspirat de J. C. Leyendecker, Dean Cornwell și Norman Rockwell. Stilul lor distinctiv de a trasa siluete puternice și umbrele menite să atragă atenția asupra anumitor detalii, au fost adaptate pentru a produce modele unice, creatorii concentrându-se asupra realizării echipei caracterelor, a claselor și armelor ușor de identificat. Siluete și animații sunt folosite pentru a face clasa unui caracter aparent egală de la distanță, iar culorile pesonajelor îndreaptă atenția spre zona pietului și astfel asupra armei selectate.
Designul hărților sugerează o temă de geniu malefic, cu fortărețe de spionaj specifice, ascunse în clădiri obișnuite, cum ar fi depozite industriale și ferme, pentru a oferi o explicație plauzibilă privind distanța mică dintre ele. Bazele ascund arme supreme exagerate, precum tunuri cu laser, focoase nucleare și facilități pentru lansarea de rachete, care preiau rolul de obiective. Între baze se află un spațiu neutru. Hărțile au relativ puține elemente vizuale, modele stilizate aproape în stil impresionist, pentru a permite o zărire ușoară a inamicului. Designul impresionist afectează și texturile, bazate pe poze filtrate și îmbunătățite manual, oferind calitatea și aspectul distinctiv al jocului Team Fortress 2. Bazele echipelor sunt realizate în așa fel, încât jucătorii să știe imediat unde se află. Bazele RED folosesc culori calde, materiale naturale și forme unghiulare, pe când bazele BLU sunt realizate folosindu-se culori reci, materiale industriale și forme ortogonale.

### Lansare și dezvoltare în curs de desfășurare
În timpul conferinței de presă Electronic Arts din iulie 2006, Valve a dezvăluit că "Team Fortress 2" avea să fie livrat ca și componenta multiplayer a pachetului de jocuri The Orange Box. Un trailer din timpul conferinței, care cuprindea toate cele nouă clase, demonstra pentru prima oară stilul vizual aparte al jocului. Directorul de la Valve, Gabe Newell, mărturisirea că scopul companiei era de a crea "cel mai aspectuos și cel mai bine jucabil joc multiplayer bazat pe clase". O ediție beta a întregului joc a devenit disponibilă pe Steam pe data de 17 septembrie 2007 pentru clienții care au pre-cumpărat The Orange Box, care au activat cuponul Black Box, inclus cu placa grafică ATI HD 2900XT, sau pentru membrii programului Valve Cyber Café. Varianta beta a continuat să fie disponibilă până la lansarea jocului final.
Team Fortress 2 a fost lansat pe data de 10 octombrie 2007, atât ca produs de sine stătător prin Steam, cât și în magazine retail, ca parte a pachetului The Orange Box, având prețul retail recomandat pentru fiecare platformă de joc. The Orange Box cuprinde Half-Life 2, Half-Life 2: Episode One, Half-Life 2: Episode Two și Portal. Valve a oferit The Orange Box la o reducere de 10% pentru cei care l-au pre-cumpărat prin Steam înainte de lansarea din 10 octombrie, precum și oprotunitatea de a participa la testul beta.. Ulterior varianta de sine stătătoare a jocului a devenit disponibilă și în magazinele retail.
De la lansare jocului Team Fortress 2, Valve a eliberat în mod constant actualizări gratuite și patch-uri prin Steam. În plus, jocul este extins de către fani cu ajutorul uneltelor folosite de Valve pentru crearea jocul. Valve a inclus unele dintre cele mai populare hărți create de comunitate în actualizările oficiale. O serie curentă de actualizări permit claselor să obțină arme alternative cu diferite abilități, dar și dezavantage pentru a se păstra echilibrul jocului. Actualizările pentru Medic, Pyro, Heavy, Scout, Sniper, Spion și actualizarea "fără-de-clasă" au fost lansate. Într-un final toate clasele vor fi actualizate. Valve a creat un blog pentru a menține jucătorii la curent cu dezvoltarea în curs de desfășurare în ceea ce privește Team Fortress 2.
Un nou update intitulat WAR (Război)a fost lansat în 17 decembrie 2009, pentru Soldat și Demoman. Bazat pe un presupus război între clasele Soldat și Demoman, care luptă pentru arme noi, updateul a inclus o revizuire majoră a sistemului de inventar, pentru a permite fabricarea de arme și pălării. În ziua eliberării sale, a fost dezvăluit faptul că Soldatul a omorât mai mulți Demomani și că Gunboats, itemul secret, i-a fost oferit Soldatului. Acestea sunt cizme care reduc drastic vătămarea produsă în urma săriturii cu racheta, ocupând al doilea slot. Update-ul a introdus, de asemenea, o versiune beta a boților Team Fortress 2, bazata pe sistemul IA din seria Left 4 Dead. Inițial, boții erau suportați doar de către modul de joc King of the Hill (Regele Dealului).
De asemenea, pe data de 18 martie 2010 au fost introduse pentru prima oară, în mod oficial, unele din contribuțiile cele mai reușite ale comunității Team Fortress 2, privind diferențele obiecte disponibile în joc. Diferite obiecte (pălarii, arme) concepute de către membrii comunității Team Fortress 2 deveau astfel disponibile celorlalți jucatori.
Dezvoltarea conținutului nou a fost confirmată și pentru Xbox 360, în timp ce pentru PlayStation 3 acest lucru a fost desemnat drept "incert" de către Valve. Totuși, versiunea Team Fortress 2 pentru PlayStation 3 a primit o actualizare, care rezolvă unele probleme întâlnite în joc, de la probleme grafice până la probleme legate de conexiunea online; această actualizare a fost inclusă într-un patch ce rezolvă probleme și în celelalte jocuri ale pachetului The Orange Box. Actualizările eliberate pe PC și planificate pentru Xbox 360 includ hărți și moduri de joc oficiale noi, modificări la clase și arme noi, ce pot fi obținute atât prin sistemul de realizări, cât și prin sistemul drop al jocului. Dezvoltatorii jocului au negociat cu dezvoltatorii Microsoft ai Xbox 360 pentru a menține actualizările jocului pentru aceasta platformă gratuite, însă Microsoft a refuzat, iar Valve a anunțat că vor lansa pachete cu mai multe actualizări pentru a justifica prețul.

### Marketing
Pentru a promova jocul, Valve a lansat o serie de videoclipuri cu scop publicitar, denumită "Meet the Team" ("Întâlnește echipa"). Realizată folosind motorul jocului și modele de caractere puțin mai detaliate, seria conține videoclipuri scurte ale caracterelor individuale în lupta din joc, surprinzând personalitatea și tacticile acestora. Primul astfel de clip video, "Meet the Heavy" ("Întâlnește-l pe Heavy"), a fost lansat ca parte a reclamei inițiale a jocului în mai 2007 și reprezenta un interviu cu rusul obsedat de arme. "Meet the Soldier" ("Întâlnește-l pe Soldat") a fost lansat în august 2007, ilustrându-l pe Soldat susinținând un curs dezinformat despre Sun Tzu unei colecții de mai multe capete. Inginerul a fost ilustrat în timpul testării publica beta a jocului în septembrie 2007, oferind o discuție calmă despre sentry gun-ul său, lângă un camion umplut cu inteligență inamică furată, în timp ce armele omoară inamicii care încearcă să îl atace când cântă la o chitară lângă un foc de tabără. Demomanul a fost prima clasă acoperită de către serie după lansarea oficială a jocului din octombrie 2007, desfașurând un interviu, în care deplânge faptul că este "scoțian de culoare neagră ciclop", menționând că cei de felul lui sunt destul de rari. Înainte de lansarea update-ului clasei Medicului în martie 2008, "Meet the Scout" ("Întalnește Scoutul") a fost publicat, în care Scoutul se luptă cu un Heavy pentru posesia unui sandwich, în timp ce se laudă cu cât de extraordinar se crede. În iunie 2008, "Meet the Sniper" ("Întâlnește-l pe Sniper") a fost lansat pentru a promova update-ul major pentru clasa Pyro-ului. În acest video, Sniperul vorbește despre viața sa ca asasin profesionist și se ceartă cu tatăl său la telefon despre alegerea carierei sale. Cu update-ul la Heavy în august 2008, un nou videoclip a fost lansat, de data aceasta pentru un 'sandvich' care regenereaza viața, o adiție la arsenalul Heavy-ului,, ilustrând bătălia unui Heavy cu un Soldat și un Scout pentru a ajunge la un sandwich în frigider. Toata acțiunea este ilustrată din perspectiva frigiderului. Următorul video, "Meet the Spy" ("Întâlnește Spionul"), a scăpat pe YouTube în martie 2009, în perioada de marketing a update-urilor atât pentru clasele Sniper, cât și pentru Spion. Acțiunea se învârte în jurul invaziei bazei echipei BLU de către un Spion RED. În blogul de dezvoltare pentru Team Fortress 2, Robin Walker a glumit ulterior, că scăparea acestui videoclip a fost intenționată. Valve a ținut, de asemenea, weekend-uri de joc gratuit pentru Team Fortress 2.
Videoclipurile "Meet the Team" ("Întâlnește echipa") sunt bazate pe scripturile auditive folosite pentru actorii vocilor pentru fiecare clasă; scripturile din "Meet the Heavy" sunt aproape o copie cuvânt cu cuvânt a scriptului Heavy-ului. Videoclipurile mai recente, precum "Meet the Sniper", conțin material mai original. Video-urile au fost folosite de către Valve pentru a îmbunătăți tehnologia pentru joc, în special pentru a îmbunătăți animațiile faciale. De asemenea, au constituit o sursă pentru elemente noi în joc, precum "Sandwich-ul" Heavy-ului sau "Jarate-ul" Sniperului.

## Recepție
La lansare, Team Fortress 2 a primit aclamații critice universale, cu un scor total de 92 de procente atât pe Metacritic cât și pe GameRankings. Mulți recenzenți au lăudat grafica de desene animate folosită și rezultatul gameplay accesibil oricui. Folosirea personalităților și aparențelor distincte pentru clase a impresionat un număr însemnat de critici, cu PC Gamer UK afirmând ca "până acum jocurile multiplayer pur și simplu nu aveau acel ceva". În mod similar, modurile de joc au avut parte de o primire bună, GamePro decriind jocul ca o focalizare pe "simplă distracție",, în timp ce mai mulți recenzenți lăudau Vlave pentru harta "Hydro" și încercarea de a crea un mod de joc variat în fiecare hartă. Laude adiționale au fost aduse design-ului levelelor din joc , balansării din joc și promovării colaborării în echipă. Team Fortress 2 a primit numeroase decernări, mai ales pentru tipul de joc multiplayer  și stilul graficii sale. De asmenea, a primit decernări ca "joc al anului", ca parte componentă din The Orange Box.
Deși Team Fortress 2 a fost primit bine, înlăturarea grenadelor specifice fiecărei clase, o trăsătură a incarnațiilor Team Fortress precedente, a fost controversată printre recenzenți. IGN și-a exprimat dezamăgirea privind acest aspect al jocului, în timp ce PC Gamer UK a afirmat: "grenadele au fost complet înlăturate—în sfârșit". Alte critici au fost aduse altor aspecte ale jocului, precum lipsei de conținut suplimentar, cum ar fi boți (Valve a adăugat însă de atunci boți într-un update), probleme ale jucatorilor in a-si gasi drumul pe harta datorita lipsei unui minimap și câteva critici ușoare cu privire la clasa de Medic, cum că aceasta ar avea o natură prea pasivă și repetitivă. Clasa Medicului a fost de atunci re-echipată de către Valve, fiindu-i oferită arme și abilități noi.